# Umbaúba
Umbaúba es un municipio brasileño del estado de Sergipe. Se localiza a una latitud 11º23'00" sur y a una longitud 37º39'28" oeste, estando a una altitud de 130 metros. Su población estimada en 2004 era de 21 391 habitantes. Localizado en los márgenes de la BR-101, tiene como vecinos los municipios de Cristinápolis al sur, Indiaroba al este, Itabaianinha al oeste y Arauá al norte.
Tiene como patrona de la ciudad Nuestra Señora de la Guía, cuyos festejos en su homenaje acontecen el 2 de febrero.
Posee un área de 124,11 km².

## Economía
Agrícola, basada en la producción de naranja.